# Història d'Àfrica occidental

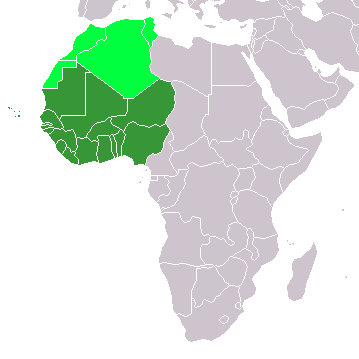
Mapa polític d'Àfrica representant,
Considerats políticament com a Àfrica occidental, i
altres estats no considerats políticament com a Àfrica occidental, però que sí ho són geogràficament.

La història d'Àfrica occidental va començar amb els primers assentaments humans al voltant del 12.000 BCE. S'ha dividit habitualment en la seva prehistòria, l'edat del ferro a Àfrica, les principals entitats polítiques florents, el període colonial, i finalment l'era posterior a la independència en què es van formar els estats actuals. Àfrica occidental és a l'oest d'un eix imaginari nord-sud que s'estén prop del meridià 10° est de longitud, vorejat per l'oceà Atlàntic i el desert del Sàhara.
Les fronteres colonials es reflecteixen en les fronteres modernes entre els estats d'Àfrica occidental contemporanis, tallant a través de línies ètniques i culturals, sovint dividint grups ètnics individuals entre dos o més estats. Els primers pobladors humans van arribar a l'Àfrica occidental al voltant de 12000 aC. Al cinquè mil·lenni els avantpassats dels moderns africans occidentals van començar a arribar a la zona i iniciaren el desenvolupament de l'agricultura sedentària. La siderúrgia, tant en la fosa com la forja d'eines i armes, va aparèixer a l'Àfrica subsahariana pel 1200 aC, i en el 400 aC havia establert contacte amb les civilitzacions mediterrànies, i s'hi mantenia un comerç regular amb exportació d'or, cotó, metall i cuir, a canvi de coure, cavalls, sal, tèxtils, i grans. La cultura s'hi desenvolupà amb la cultura Nok (1000 aC - 200-300 aC), la història antiga dels sereres i la construcció dels cercles megalítics de Senegàmbia (entre el segle iii aC i el segle xvi). Els regnes sahelians van ser una sèrie de regnes o imperis centrats al Sahel, l'àrea de pastures al sud del Sàhara. Controlaven les rutes comercials del desert, i també eren prou descentralitzats, amb ciutats membres que tenien un alt grau d'autonomia. L'Imperi de Ghana podria haver-se establert ja al segle iv. Va ser-ne succeït pel de Sosso el 1230, l'Imperi de Mali al segle xiii, i més tard pels califats de Songhai i Sokoto. També hi va haver una sèrie d'imperis i estats en aquest període.
Després del col·lapse de l'Imperi Songhai, van sorgir una sèrie d'estats més petits arreu d'Àfrica occidental, incloent-hi l'Imperi Bambara de Ségou, el més petit regne bambara Kaarta, el Regne fula-malinke de Khasso (a l'actual zona de Kayes al Mali), i el Regne de Kenedugu de Sikasso. Els primers comerciants europeus es van convertir en una força a la zona al segle xv. Es va iniciar el comerç atlàntic d'esclaus quan el portuguesos van prendre centenars de captius de tornada al seu país per ser venuts com a esclaus; no obstant això, no començaria a gran escala fins que Cristòfor Colom viatjà a les Amèriques i amb la posterior demanda de mà d'obra colonial barata. A mesura que augmentava la demanda d'esclaus, alguns governants africans van tractar d'abastir la demanda amb constants guerres contra els seus veïns, de les quals en resultaven força captius. Els governs europeus, estatunidencs i haitians van aprovar legislacions que prohibien el comerç atlàntic d'esclaus durant el segle xix, tot i que l'últim estat a abolir-lo va ser Brasil el 1888.
El 1725 els pastors fulani de Fouta-Djalon posaren en marxa a la regió la primera gran gihad reformista i enderrocaren els animistes locals, les elits mandeparlants, i intentaren de democratitzar una mica la seva societat. Alhora, els europeus van començar a viatjar a l'interior d'Àfrica per comerç i exploració. Mungo Park (1771-1806) feu la primera expedició seriosa a l'interior de la zona, seguint el riu Níger cap a Timbuctu. Els exèrcits francesos el van seguir poc després. Amb el repartiment d'Àfrica en la dècada de 1880 els europeus van començar a colonitzar l'interior d'Àfrica occidental, on prèviament havien controlat els principals ports comercials al llarg de les costes i rius. Després de la Segona Guerra mundial van créixer les campanyes per la independència en tota Àfrica occidental, sobretot a Ghana sota el panafricanista Kwame Nkrumah (1909-1972). Després d'una dècada de protestes, disturbis i enfrontaments, l'Àfrica Occidental Francesa votà a favor de l'autonomia en un referèndum de 1958, i es dividí en els estats actuals; la major part de les colònies britàniques van guanyar l'autonomia en la dècada següent. Des de la independència, l'Àfrica occidental ha patit els mateixos problemes que la major part del continent africà, en particular les dictadures, la corrupció política i els cops militars; també s'hi han produït sagnants guerres civils.

## Antecedents geogràfics

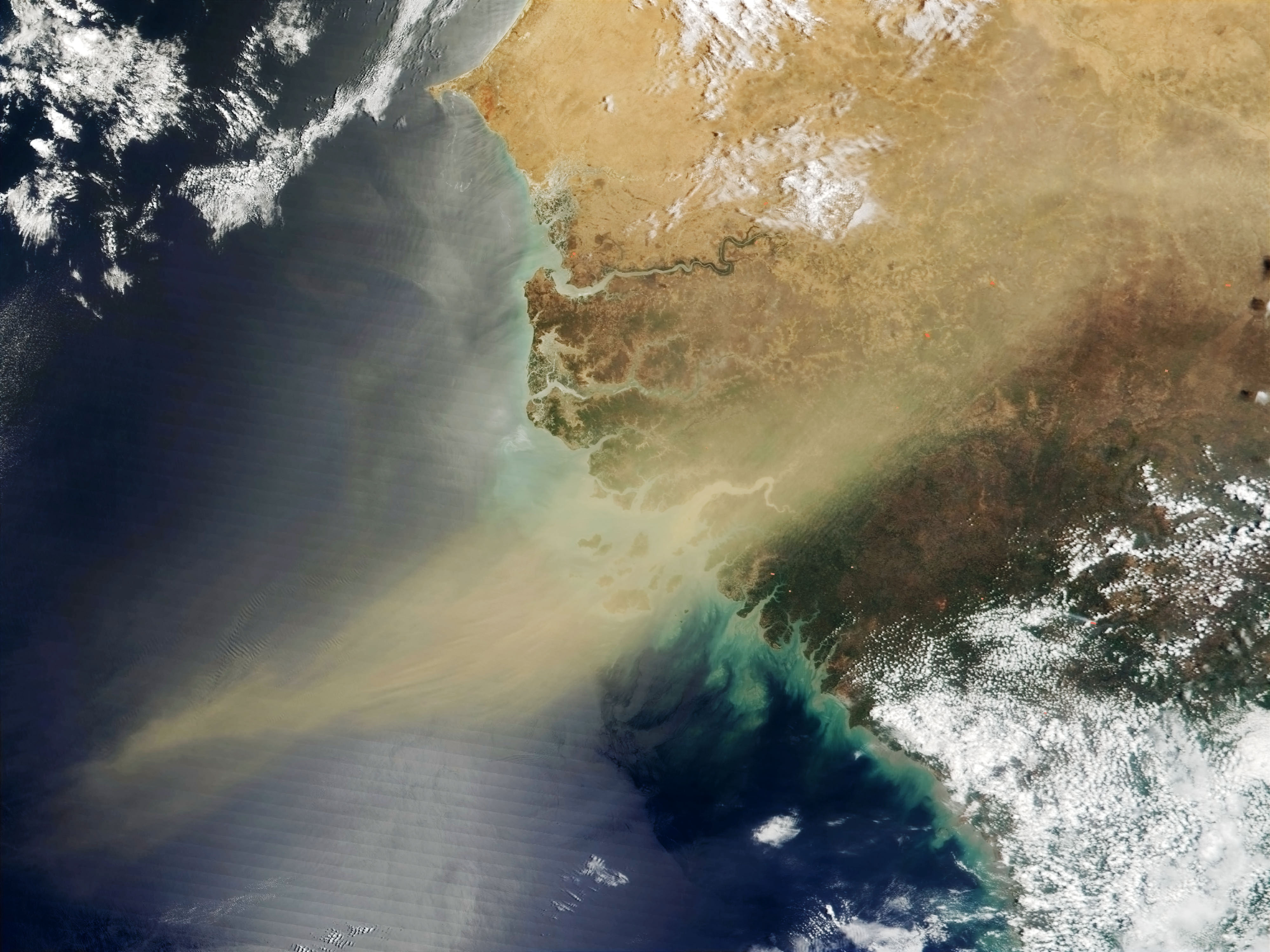
Imatge per satèl·lit d'Àfrica occidental

Àfrica occidental és a l'oest d'un eix imaginari nord-sud que s'estén prop del meridià 10° est de longitud. L'oceà Atlàntic forma les fronteres oest i sud de l'àrea de l'Àfrica occidental. La frontera nord n'és el desert del Sàhara, amb la corba Ranishanu considerada generalment com la part més septentrional. La frontera oriental és menys precisa; alguns la posen en la depressió del Benue, i altres en una línia que va des del mont Camerun al llac Txad.
La zona nord d'Àfrica occidental és principalment desèrtica, i conté el Sàhara Occidental. L'antiga Àfrica occidental inclou el Sàhara, que esdevingué un desert aproximadament pel 3000 aC. Durant l'última glaciació el Sàhara s'estén al sud més enllà dels límits que n'existeixen ara.
La part situada al sud del desert és una estepa, una regió semiàrida, anomenat Sahel. És una ecozona biogeogràfica i ecoclimàtica de transició a Àfrica entre el desert del Sàhara al nord i la sabana sudanesa al sud. La sabana sudanesa és un ample cinturó de sabana tropical que corre d'est a oest pel continent africà, des de l'oceà Atlàntic a l'oest de l'altiplà d'Etiòpia a l'est.
La regió guineana és un nom tradicional de la zona que es troba al llarg del golf de Guinea. S'estén cap al nord per les regions boscoses tropicals i acaba al Sahel. Els boscos guineans d'Àfrica occidental són un cinturó de boscos tropicals i subtropicals de frondoses humits al llarg de la costa, que s'estén a l'oest de Sierra Leone i Guinea per Libèria, Costa d'Ivori, Ghana i Togo, i acaba al riu Sanaga de Camerun, a l'est. La selva humida guineana i els boscos baixos de Guinea els divideix el corredor Togo-Dahomey, una regió de sabana i bosc sec a Togo i Benín. Els boscos són uns pocs centenars de quilòmetres cap a l'interior des de la costa de l'oceà Atlàntic a la part sud d'Àfrica occidental.

## Antecedents genètics

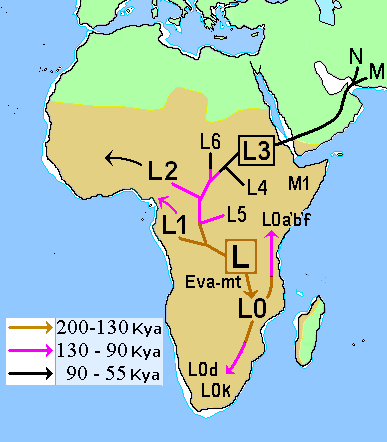
Mapa de la diversificació primerenca dels humans moderns, amb l'haplogrup L2 entrant a l'Àfrica occidental

Els estudis dels haplogrups mitocondrials humans suggereixen que tots els humans comparteixen avantpassats comuns d'Àfrica, que es van originar a les zones del sud-oest, prop de la frontera costanera de Namíbia i Angola en les coordenades aproximades de 12.5° E, 17.5°S, amb una divergència en la ruta de migració al voltant de 37.5°E, 22.5°N, prop del mar Roig.
Un particular haplogrup d'ADN, l'haplogrup L2, evolucionà fa entre 87.000 i 107.000 anys o aprox. 90.000 BP. La seva edat i àmplia distribució i la diversitat a través del continent fa que el seu punt d'origen exacte dins d'Àfrica sigui difícil de rastrejar de manera fiable, tanmateix sembla probable un origen per diversos grups L2 a Àfrica central o Occidental, amb la major diversitat a l'Àfrica occidental. La majoria dels seus subclades es limiten essencialment a l'Àfrica occidental i Occidentalcentral.
Per la gran quantitat d'africans occidentals esclavitzats pel comerç atlàntic d'esclaus, la majoria d'afroamericans són propensos a tenir ascendència barrejada de diferents zones d'Àfrica occidental.

## Història cultural
Les fronteres colonials es reflecteixen en els límits moderns entre els estats d'Àfrica occidental contemporània, tallant línies ètniques i culturals, sovint dividint grups ètnics individuals entre dos o més estats. A diferència de la major part d'Àfrica central, meridional i del sud-est, Àfrica occidental no està ocupada per pobles que parlen llengües bantus.

### Prehistòria
La regió d'Àfrica occidental es formà a partir de l'antic crató atlàntic fa aproximadament 2 milions d'anys quan la Terra s'estava començant a formar. Alguns estudis arqueològics han trobat que els primers pobladors humans van arribar a l'Àfrica occidental al voltant del 12000 aC. S'han trobat indústries de micròlit de pedra principalment a la zona de la sabana, on les tribus de pastors nòmades encara avui usen fulles de pedra cisellada i llances. Les tribus de Guinea i les àrees boscoses de la costa no fabricaren micròlits durant milers d'anys, però van prosperar utilitzant eines d'os i altres mitjans.
A l'Àfrica occidental la fase humida marcà el començament de l'expansió de selva i sabana arbrada del Senegal al Camerun. Entre 9000 i 5000 aC, els nigerocongolesos cultivaren la palmera d'oli de Guinea i la palmera de ràfia. Els africans van cultivar dues plantes amb llavors, pèsols negres i voandzeia (cacauet africà), i posteriorment l'ocra i nou de cola. Atès que la majoria de les plantes creixien al bosc, els nigerocongolesos van inventar destrals de pedra polida per a netejar els boscos.
A les estepes i sabanes del Sàhara i del Sahel, els niloticosaharians van començar a recollir i cultivar mill silvestre i sorgo entre 8000 i 6000 aC. Més tard van recollir i cultivar carbassa, síndria, ricí, i cotó. Van començar a capturar bestiar salvatge i a mantenir-lo en tanques espinoses circulars, per domesticar-lo. També van començar a fer ceràmica. Pescaven utilitzant arpons de punta d'os, i això es va convertir en la seva activitat principal en els nombrosos rius i llacs formats a partir de l'augment de pluges.
En el cinquè mil·lenni, a mesura que els avantpassats dels moderns africans occidentals van començar a entrar a la zona, començà a tenir lloc el desenvolupament de l'agricultura sedentària a l'Àfrica occidental, havent-se trobat evidències de bestiar domesticat en aquest període, juntament amb cultius limitats de cereals. Al voltant del 3000 aC comença a tenir lloc un gran canvi a l'oest, amb la invenció d'arpons i hams.
A les muntanyes Aïr, avui dia Níger, el coure es fonia amb independència de l'evolució de la vall del Nil entre 3000 i 2500 aC. El procés utilitzat no va ser ben desenvolupat, la qual cosa indica que no es portà de fora de la regió; es va fer més madur al voltant del 1500 aC.
Una migració important de ramaders del Sahel es va dur a terme al mil·lenni III aC, i els pastors es van trobar amb els desenvolupats caçadors recol·lectors de Guinea. El sílex hi era considerablement més disponible i van fer l'ús de micròlits de caça molt més fàcilment. La migració d'agricultors del Sahel probablement fou causada per la dessecació final del desert del Sàhara en aquest mil·lenni, cosa que va contribuir en gran manera a l'aïllament d'Àfrica occidental dels fenòmens culturals i tecnològics d'Europa i de la costa mediterrània d'Àfrica.
A l'oest del Sahel, l'augment de comunitats assentades provocà en gran part el conreu de mill i sorgo. Els punts arqueològics de poblacions urbanes de proporcions considerables a l'Àfrica occidental comencen en el mil·lenni II aC. Les relacions comercials simbiòtiques es desenvolupen abans del comerç transsaharià, en resposta a les oportunitats que oferia la diversitat de nord a sud en els ecosistemes a través de deserts, praderies i boscos. Els agricultors van rebre sal dels nòmades del desert. Els nòmades del desert adquirien carn i altres aliments dels pastors i agricultors de les praderies i dels pescadors del riu Níger. Els habitants dels boscos proporcionaven pells i carn.
Tichit (Dhar Tichitt) i Oualata foren els primers centres urbans prominents pel 2000 aC a l'actual Mauritània. Prop de 500 assentaments de pedra cobrien la regió de l'antiga sabana del Sàhara. Els seus habitants pescaven i conreaven mill. S'ha trobat que els mandés soninkes van ser els responsables de la construcció d'aquest tipus d'assentaments. Al voltant del 300 aC la zona es va dessecar més i els assentaments començaren a declinar, probablement es recol·locaren a Koumbi Saleh. Pel tipus d'arquitectura i ceràmica, es creu que Tichit estava relacionada amb el posterior Imperi de Ghana. L'antiga Jenne (Djenné) comença a ser poblada al voltant del 300 aC, produïa ferro i tenia una població considerable, evidenciada pels cementiris plens de gent. Les estructures d'habitatge estaven fetes de fang assecat al sol. Pel 250 aC, Jenne era una ciutat comercial gran i pròspera.

### Edat de ferro
La indústria del ferro, tant en la fosa i forja d'eines i armes, apareix a l'Àfrica subsahariana pel 1200 aC, probablement com a Egipte. Les instal·lacions de fosa de ferro a Níger i Nigèria han estat datades per carboni del 500 al 1000 aC. L'augment de l'ús de ferro i la propagació de la tecnologia siderúrgica va conduir a la millora de l'armament i va permetre als agricultors ampliar la productivitat agrícola i la producció de conreus excedents, que en conjunt van donar suport a la transformació de les ciutats estat en imperis.
Pel 400 aC havien establert contacte amb les civilitzacions mediterrànies, inclosa Cartago, i es va dur a terme un comerç regular d'or amb els amazics del Sàhara, com assenyala Heròdot. El comerç era força minso fins que s'hi introduí el camell: s'han trobat productes mediterranis en fosses fins al nord de Nigèria. Es desenvolupà un negoci rendible pel qual els africans occidentals exportaven or, tela de cotó, adorns de metall i articles de cuir al nord per les rutes comercials transsaharianes, a canvi de coure, cavalls, sal, tèxtils, i grans. Més tard, es comercialitzen també ivori, nou de cola i esclaus.

#### Cultura Nok

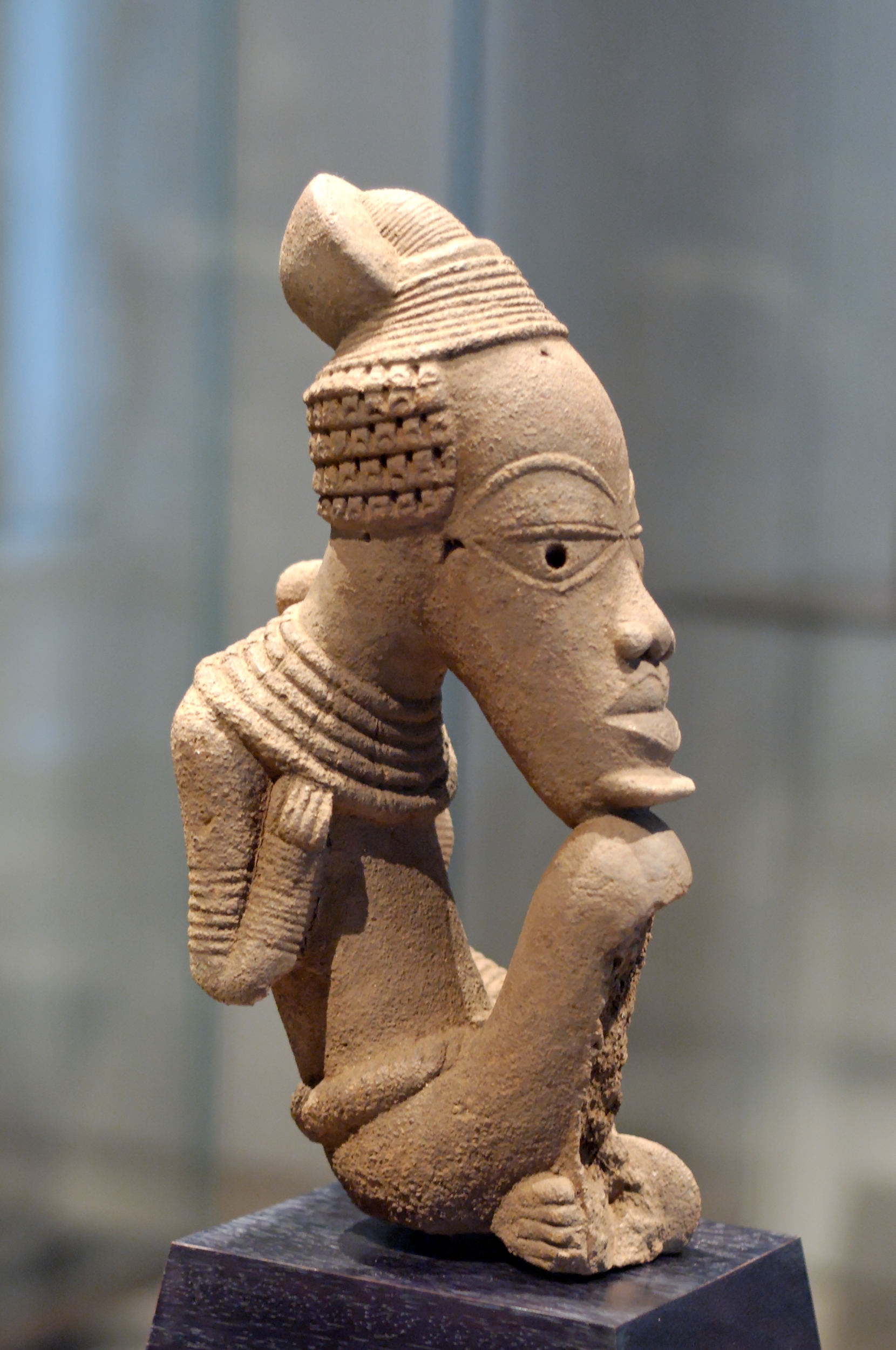
Escultura Nok, terracota, Louvre

La cultura Nok es va desenvolupar a l'altiplà de Jos, al centre de Nigèria, al voltant de l'any 1000 aC, fins que va desaparèixer en circumstàncies desconegudes pel 200 o 300. El poble Nok elaborava miniatures, representacions realistes en terracota, inclosos caps humans, elefants i altres animals. L'ús del ferro en fundició i forja per a fer eines apareix en la cultura Nok com a mínim al 550 aC i possiblement abans, als voltants de l'any 1000 aC.
Sobre la base de similituds estilístiques amb les terracotes Nok, actualment es creu que les figuretes de bronze del Regne ioruba d'Ife i el Regne Bini de Benín podrien ser una continuació de la tradició de la més antiga cultura Nok.

#### Sereres
La prehistòria i la història antiga dels sereres de l'actual Senegàmbia ha estat àmpliament estudiada i documentada en els últims anys. Gran part en prové dels descobriments arqueològics i la tradició serer arrelada en la religió serer.
S'ha trobat relíquies materials en diferents països serer, la majoria de les quals es refereixen als orígens passats de les famílies sereres, pobles i regnes sereres, algunes d'aquestes relíquies són d'or, argent i metalls.
Els objectes coneguts trobats als països serer es divideixen en dos tipus: restes de les poblacions anteriors, i els megàlits de laterita tallada plantats en estructures circulars amb pedres dirigides cap a l'est que es troben només en petites parts de l'antic Regne de Saloum serer.

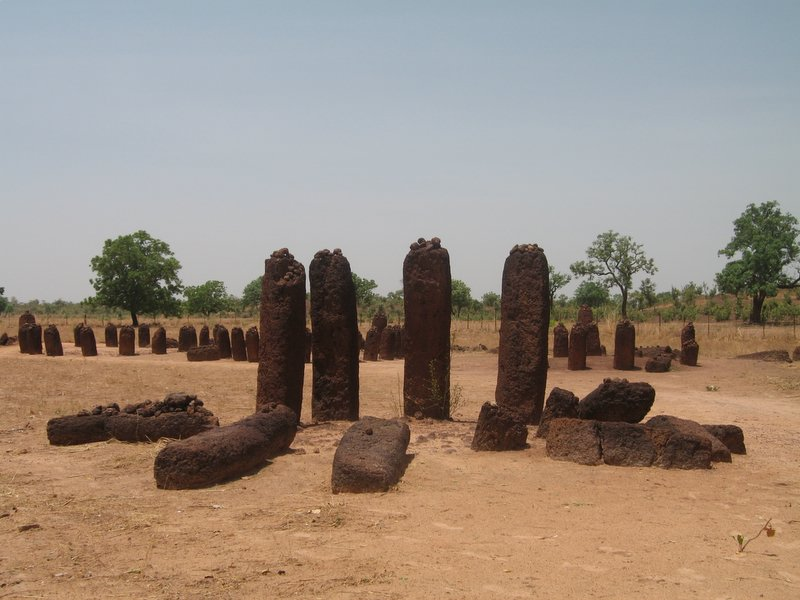
Cercles megalítics de Senegàmbia

#### Cercles megalítics de Senegàmbia
Els cercles megalítics de Senegàmbia són megàlits que es troben a Gàmbia al nord de Janjanbureh i al centre del Senegal. Els megàlits que es troben al Senegal i Gàmbia a vegades es divideixen en quatre llocs de grans dimensions: Sine Ngayène i Wanar al Senegal, i Wassu i Kerbatch a la regió central de la regió River a Gàmbia. Els investigadors no estan segurs de quan es van construir aquests monuments, però és generalment acceptat que entre el segle iii aC i el segle xvi. Els arqueòlegs també han trobat fragments de ceràmica, enterraments humans i alguns objectes funeraris i metalls. Els monuments consisteixen en el que originàriament eren blocs o pilars verticals (alguns s'han trencat), realitzats majoritàriament en laterita amb superfícies suaus.
La construcció de monuments de pedra mostra l'evidència d'una societat pròspera i organitzada sobre la base de la quantitat de treball requerit per construir aquest tipus d'estructures. Es desconeixen els constructors d'aquests megàlits, però alguns creuen que foren els sereres. Aquesta hipòtesi ve del fet que els sereres encara utilitzen cases funeràries com les que es troben a Wanar.

#### Regnes sahelians
Els regnes sahelians foren una sèrie de regnes o imperis centrats al Sahel, l'àrea de pastures al sud del Sàhara. La riquesa dels estats es devia a les rutes comercials del desert. El seu poder provenia dels grans animals de càrrega com camells i cavalls que els van fer prou ràpids com per mantenir un gran imperi sota el control central i també útils en la batalla. Tots aquests imperis eren també bastant descentralitzats i les ciutats membres tenien un alt grau d'autonomia.

##### Ghana

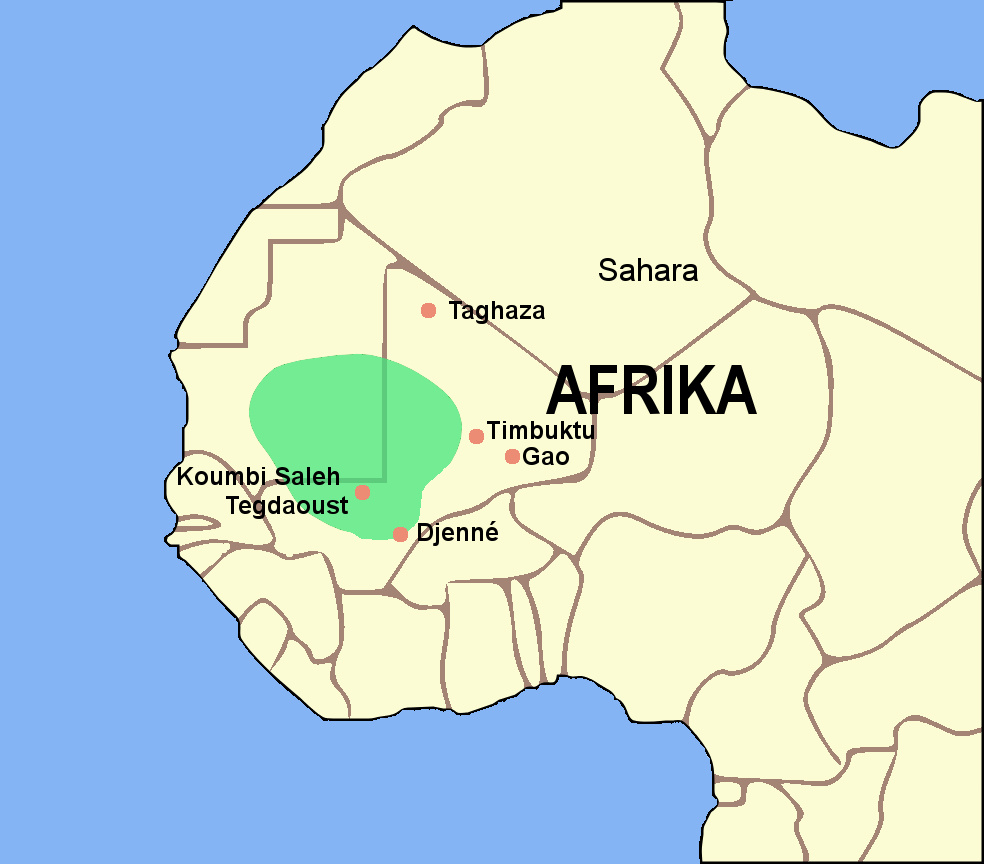
Imperi de Ghana en la seva major extensió

L'Imperi de Ghana pot haver estat un regne establert ja al segle iv, fundat entre els xoninkes, un poble mandé que vivia en la cruïlla d'aquest nou comerç, al voltant de la ciutat de Koumbi Saleh. Ghana fou esmentat per primera vegada pel geògraf àrab Al Farazi a la fi del segle viii. Després del 800, l'imperi s'expandí ràpidament, i arribà a dominar tot l'oest del Sudan; en el seu apogeu, l'imperi podria desplegar un exèrcit de 200.000 soldats.
Ghana va ser habitada per urbans i agricultors rurals. Els habitants de les ciutats eren els administradors de l'imperi, que eren musulmans, i el ghana (rei) practicava la religió tradicional. Existien dues viles, una on vivien els administradors musulmans amazics i àrabs, que estava connectada per un camí empedrat a la residència del rei. Els habitants de zones rurals vivien en llogarets, que s'unien en unitats polítiques més àmplies que juraven lleialtat al ghana. El ghana era vist com a diví, i el seu benestar físic es reflecteix en tota la societat. Ghana es va convertir al l'islam al voltant de 1050, després de conquerir Aoudaghost.
L'Imperi de Ghana s'enriquí en gravar amb taxes el comerç transsaharià que unia Tiaret i Sijilmasa per Aoudaghost. Ghana controlava l'accés als jaciments d'or de Bambouk, al sud-est de Koumbi Saleh. Es quedaven un percentatge de la sal i l'or que passava pel seu territori. L'imperi no n'estava involucrat en la producció.
Al segle x, però, l'Islam va anar creixent de manera constant a la zona a causa de diverses influències, incloent-hi lluites dinàstiques internes, juntament amb els interessos estrangers en competència (és a dir, la intervenció almoràvit). Al segle xi, Ghana estava en declivi. Abans es pensava que la causa n'era el saqueig de Kumbi Saleh pels amazics sota la dinastia almoràvit el 1076. Això ja no és acceptat i se citen diverses explicacions alternatives: una raó important n'és la transferència del comerç d'or a l'est del riu Níger i el camí de Taghaza, i el consegüent deteriorament econòmic de Ghana. Una altra raó esmentada n'és la inestabilitat política per la rivalitat entre les diferents entitats polítiques hereditàries. L'imperi n'arribà a la fi el 1230, quan Takrur al nord del Senegal n'ocupa la capital.

##### Sosso
El primer successor de l'Imperi de Ghana fou el dels sosso, un poble takrur que va construir el seu imperi sobre les ruïnes de l'antic. Malgrat els èxits inicials, però, el rei sosso Soumaoro Kanté fou derrotat pel príncep malinke Sundiata Keita en la batalla de Kirina del 1240, que enderrocà els sosso i garantí la supremacia del nou Imperi de Mali de Sundiata.

##### Mali

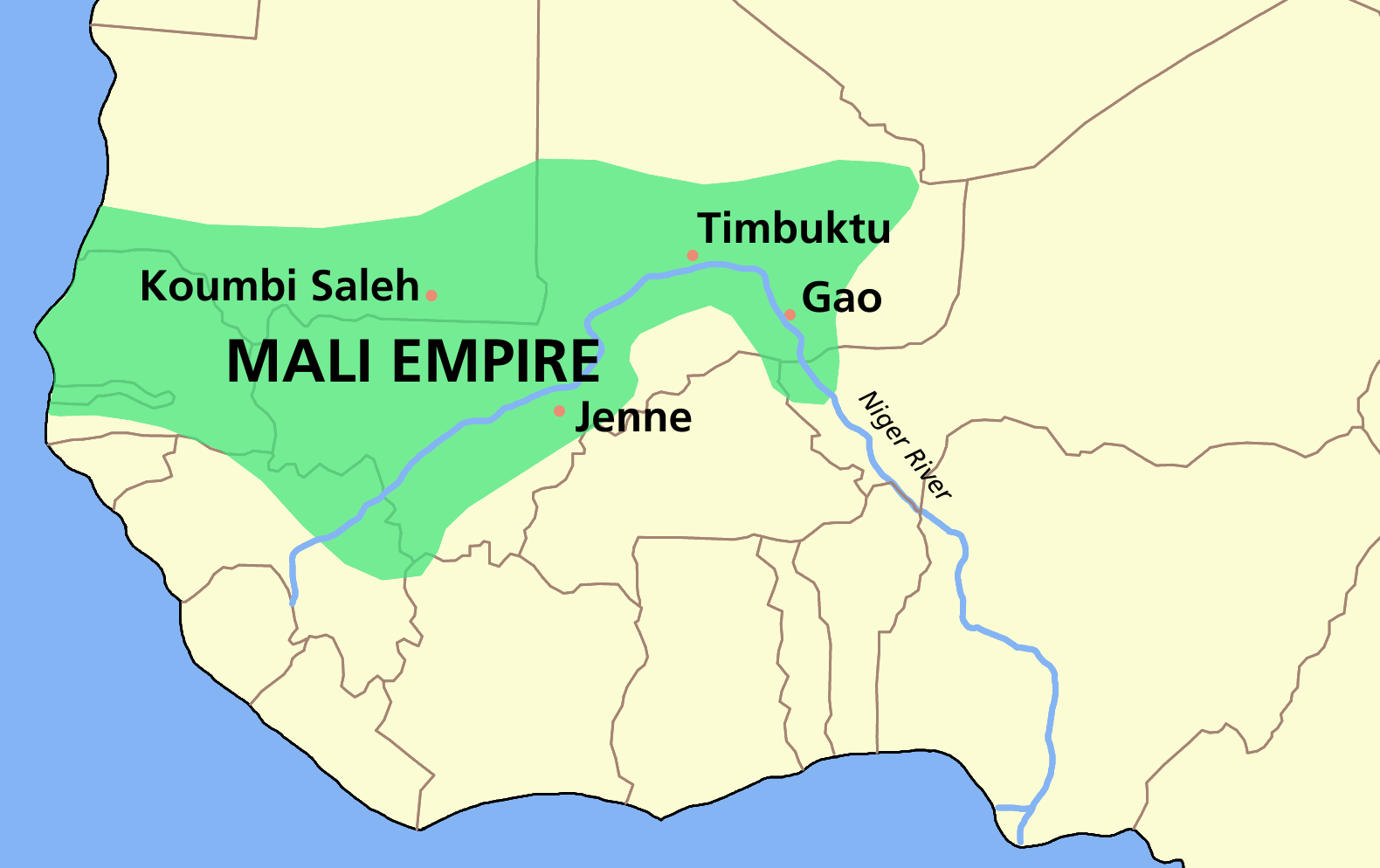
L'Imperi de Mali en la màxima extensió, c. 1350

L'Imperi de Mali comença al segle xiii, i amb el temps va crear un estat centralitzat que incloïa la major part d'Àfrica occidental. S'originà quan un líder manding, Sundiata ('Senyor Lleó') del clan Keita, derrotà Soumaoro Kanté, rei sosso dels soninkes meridionals, en la batalla de Kirina (c. 1235). Sundiata continuà la seva conquesta des dels boscos fèrtils i la vall del Níger, a l'est de la corba de Níger, al nord al Sàhara, i a l'oest a l'oceà Atlàntic, i absorbí les restes de l'Imperi de Ghana. Sundiata va assumir el títol de mansa. Va establir la capital del seu imperi a Niani.
Tot i que el comerç de la sal i l'or seguia sent important per a l'Imperi de Mali, també hi eren importants l'agricultura i el pasturatge. El cultiu de sorgo, mill i arròs era vital. A la frontera nord del Sahel, el pasturatge de bestiar, ovelles, cabres i camells, era l'activitat principal. La societat mandé s'organitzava al voltant de la vila i la terra. Un grup de llogarets (kafu) era governat per un farma. El farma ret homenatge al mansa. L'ordre era mantingut per un exèrcit dedicat de cavalleria i infanteria al comandament de la cort reial. Si calia, podia reunir una força formidable des de les regions tributàries.
La conversió a l'islam fou un procés gradual. El poder del mansa depenia de la defensa de les creences tradicionals i una base espiritual del poder. Inicialment Sundiata mantingué a ratlla l'Islam. Més tard els mansa foren musulmans devots, però reconeixent les deïtats tradicionals i van prendre part en els rituals i festivals tradicionals, que eren importants per als mandé. L'islam esdevingué una religió de cort sota el fill de Sundiata, Uli I (1225-1270). El mansa Uli feu una peregrinació a La Meca, i fou reconegut dins el món musulmà. La cort estava formada per musulmans alfabetitzats com a secretaris i comptables. El viatger musulmà Ibn Battuta va deixar descripcions vívides de l'imperi.
Mali va aconseguir el cim del seu poder i extensió en el segle xiv, quan el mansa Musa (1312–1337) va fer la seva famosa hajj a la Meca amb 500 esclaus, cadascú duent una barra d'or per valor de 500 mithqals. La hajj del mansa Musa va devaluar l'or del Soldanat Mameluc durant una dècada. Va causar una gran impressió en les ments dels món musulmà i europeu. Convidà estudiosos i arquitectes com Ishal al-Tuedjin (al-Sahili) per integrar encara més Mali en el món islàmic.
L'Imperi de Mali observà un desenvolupament en l'aprenentatge i l'alfabetització. El 1285 el tron fou usurpat per l'esclau alliberat Sakura. Aquest mansa expulsà els tuaregs de Timbuctu i s'hi va establir com a centre d'aprenentatge i comerç. El comerç de llibres augmentà, i la còpia de llibres esdevingué una professió molt respectable i rendible. Kankou Musa I va fundar una universitat a Timbuctu i va instituir un programa d'atenció mèdica gratuïta i l'educació dels ciutadans malians amb l'ajuda de metges i acadèmics portat de la seva llegendària Hajj. Timbuctu i Djenné es va convertir en importants centres d'aprenentatge en el món musulmà.
Després del regnat del mansa Suleyman (1341–1360), Mali comença la seva espiral descendent. La cavalleria mossi va aplanar l'exposada frontera sud. Els tuaregs assetjaren la frontera nord per tornar a prendre Timbuctu. Els fulani (fulbé) erosionaren l'autoritat de Mali a l'oest mitjançant l'establiment de l'imamat independent de Futa Toro, successor del Regne de Takrur. Es trencaren les aliances amb els sereres i wòlofs. El 1545-1546 l'Imperi Songhai va prendre Niani. Després de 1599, l'imperi perd els jaciments d'or de Bambouk i es desintegra en petites entitats polítiques.
Els successors de Kankou Musa, però, van afeblir l'imperi de manera significativa, i això portà a la ciutat estat de Gao a apostar per la independència i el poder regional al segle xv. Sota la direcció de Sunni Ali (1464-1492), els songhais de Gao van formar l'Imperi Songhai, que ompliria el buit deixat pel col·lapse de l'Imperi de Mali.

##### Songhai

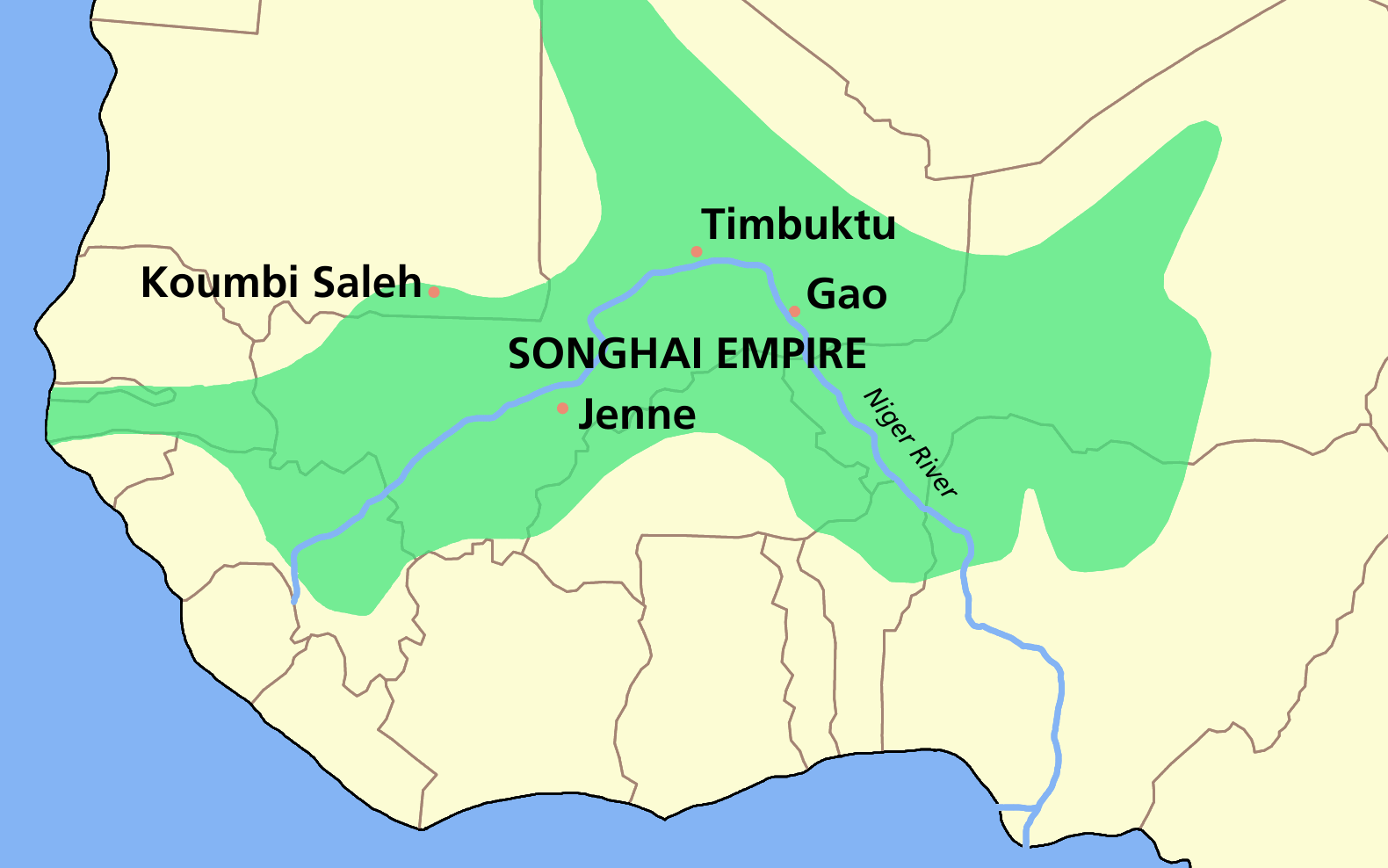
L'Imperi Songhai, c. 1500

Els songhais són descendents dels pescadors del riu Níger mitjà. Van establir la capital a Kukiya al segle IX i a Gao al segle xii i parlaven una llengua niloticosahariana.
El songhai Sonni Ali començà la seva conquesta amb la captura de Timbuctu el 1468 als tuaregs. Va estendre l'imperi cap al nord, al desert profund; va empènyer els mossis més al sud del Níger, i es va expandir al sud-oest de Djenné. El seu exèrcit es componia de cavalleria i una flota de canoes. Sonni Ali no era musulmà i fou retratat negativament per erudits àrabs i amazics, especialment per atacar els musulmans de Timbuctu. Després de la seva mort el 1492, els seus hereus foren deposats pel general Muhammad Ture, un musulmà d'origen soninke.
Muhammad Ture (1493–1528) funda la dinastia Askiya (askiya és el títol de rei). Consolidà les conquestes de Sonni Ali. L'Islam s'utilitzà per a estendre la seva autoritat en declarar el jihad als mossis; reviscolà el comerç pel Sàhara, i això feu que el califa abbàssida a l'"ombra" al Caire el declarés califa de Sudan. Establí Timbuctu com un gran centre d'aprenentatge islàmic. Muhammad Ture expandí l'imperi empenyent els tuaregs al nord, capturant Aïr a l'est, i capturant els productors de sal a Taghaza. Va portar els estats hausses a la xarxa de comerç songhai. Centralitzà encara més l'administració de l'imperi mitjançant la selecció d'administradors entre famílies de servidors lleials i els assignà als territoris conquistats. Ells eren els responsables d'organitzar les milícies locals. La centralització fa l'Imperi songhai molt estable, fins i tot durant els conflictes dinàstics. Lleó l'Africà deixà vívides descripcions de l'imperi sota Askiya Muhammad, que fou deposat pel seu fill el 1528. Després de molta rivalitat l'últim fill de Muhammad Ture, Askiya Daoud (1529-1582), va assumir-ne el tron.
El 1591 Marroc envaeix l'Imperi Songhai sota Àhmad al-Mansur de la dinastia sadita, per assegurar-se els jaciments d'or del Sahel. En la batalla de Tondibi fou derrotat l'exèrcit Songhai. Els marroquins capturaren Djenné, Gao i Timbuctu, però eren incapaços d'assegurar tota la zona. Askiya Nuhu i l'exèrcit songhai van reagrupar el Regne Dendi al cor del territori songhai, on la resistència guerrillera minava els recursos dels marroquins, que depenien de l'abastiment constant del Marroc. Songhai es va dividir en diversos estats durant el segle xvii. El 1599 la regió fou atacada per l'Imperi de Mali, que va ser derrotat en la batalla de Djenné i destruït en conseqüència.
Marroc trobà l'empresa no rendible: el comerç d'or havia estat desviat als europeus de la costa. La major part del comerç transsaharià es desvia ara cap a l'est, a Bornu. Els equips costosos comprats amb or havia d'enviar-se pel Sàhara, un escenari insostenible. Els marroquins que hi van romandre es casaren amb gent de la població i es coneixen com a armes o ruma. Es van establir a Timbuctu com una casta militar amb diversos feus independents del Marroc. Enmig del caos, altres grups van començar a fer-se valer, incloent-hi els fulani de Futa Toro, que va envair la zona des de l'oest. L'Imperi bambara, un dels estats que trencaren amb Songhai, saquejà Gao. El 1737, els tuaregs va massacrar els armes.

##### Califat de Sokoto
Els fulani eren un poble migratori. Es van moure des de Mauritània i s'establiren a Futa Toro, Futa Djalon, i posteriorment a la resta de l'Àfrica occidental. Al segle xiv s'havien convertit a l'islam. Durant el segle xvi s'establiren a Macina, al sud de Mali. Durant la dècada de 1670 van declarar gihads contra els no musulmans. Es van formar diversos estats a partir d'aquestes guerres gihadistes, incloent-hi Bundu, l'imamat de Futa Toro, l'imamat de Futa Djalon i l'Imperi massina. El més important d'aquests estats fou el Califat de Sokoto o Imperi fulani.
A la ciutat de Gobir, Osman Dan Fodio (1754–1817) acusà els líders haussa de practicar una versió impura de l'islam i de ser moralment corruptes. El 1804 es posà en marxa la Guerra fulani com una gihad entre una població que patia alts impostos i que estava descontenta amb els seus líders. La febre gihad escombrà el nord de Nigèria, amb un fort suport entre fulanis i hausses. Osman creà un imperi que incloïa parts del nord de Nigèria, Benín, Camerun i tenia Sokoto com a capital. Es va retirar a ensenyar i escriure i lliurà l'imperi al seu fill Muhammed Bello. El Califat de Sokoto va durar fins a 1903, quan els britànics van conquerir el nord de Nigèria.

#### Imperis i estats de la selva

##### Regnes akan i emergència de l'Imperi aixanti

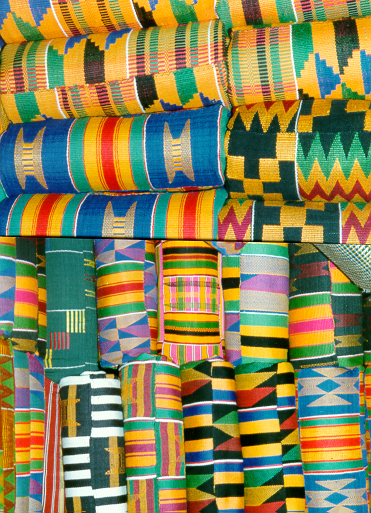
Patrons de tela kente dels aixanti

Els akan parlen una llengua kwa. Es creu que els parlants de llengües kwa havien vingut d'Àfrica central i Oriental abans d'establir-se al Sahel. Cap al segle xii s'hi establí el Regne akan de Bonoman. Bonoman era un estat comercial creat pels abron, un Regne akan medieval en el que ara és la regió Brong-Ahafo de Ghana i l'est de Costa d'Ivori. En general s'accepta com l'origen dels subgrups de la població akan el fet que van emigrar fora de l'estat en diverses ocasions per crear nous estats akan a la recerca d'or. El comerç d'or, que comença a florir a Bonoman ja en el segle xii, fou l'origen del poder akan i la riquesa de la zona, a començament de l'edat mitjana. Durant el segle xiii, quan les mines d'or en l'actual Mali van començar a exhaurir-se, Bonoman i altres estats akan posteriors van començar a augmentar la prominència com els principals actors en el comerç de l'or.
Va ser Bonoman i altres regnes akan com Denkyira, Akyem, Akwamu els predecessors del que va esdevenir totpoderós Imperi aixanti: quan i com l'Imperi aixanti va arribar a la seva ubicació actual és objecte de debat. El que se sap és que pel segle xvii un poble akan s'identificà vivint en un estat anomenat Kwaaman, al nord del llac Bosomtwe. Els ingressos de l'estat derivaven principalment del comerç d'or, la nou de cola i la tala de boscos per plantar nyam. Van construir ciutats entre els rius Pra i Ofin. Van formar aliances per defensar-se i van retre homenatge a Denkyira, un dels estats akan més potents de l'època, juntament amb Adansi i Akwamu. Durant el segle xvi la societat aixanti experimenta canvis bruscos, incloent-hi el creixement de la població a causa de cultiu de plantes del Nou món, com mandioca i dacsa, i l'augment del comerç de l'or entre la costa i el nord.
En el segle xvii Osei Kofi tutu I (c. 1695–1717), amb l'ajut d'Okomfo Anokye, unificà el que va esdevenir l'Aixanti en una confederació amb un tamboret d'or com a símbol de la seva unitat i esperit. Osei Tutu participà en una massiva expansió territorial. Construí l'exèrcit aixanti basat en l'estat akan d'Akwamu, amb la introducció de la nova organització i convertint una milícia disciplinada en una màquina de combat eficaç. El 1701, els aixanti van conquistar Denkyira, i això els donà accés al comerç de cabotatge amb els europeus, especialment els holandesos.
Opoku Ware I (1720–1745) realitzà una major expansió afegint altres estats akan del sud al creixent imperi. Va girar cap al nord i afegí els estats de Techiman, Banda, Gyaaman i Gonja, establerts al Volta Negre. Entre 1744 i 1745 Asantehene Opoku atacà el poderós estat norteny de Dagomba, i obtingué el control de les rutes comercials importants del Níger mitjà. Kusi Obodom (1750-1764) va aconseguir Opoku. Va solidificar tots els territoris recentment guanyats. Osei Kwadwo (1777-1803) imposà reformes administratives que van permetre a l'imperi ser governat amb eficàcia i continuar amb la seva expansió militar. Osei Kwame Panyin (1777-1803), Osei Tutu Kwame (1804-1807), i Osei Bonsu (1807-1824) continuà la consolidació territorial i l'expansió. L'Imperi aixanti incloïa tota l'actual Ghana i gran part de Costa d'Ivori.
L'ashantehene heretava la seva posició de la seva mare. Era assistit a la capital, Kumasi, per un servei civil d'individus de talent en el comerç, la diplomàcia i la milícia, amb un cap anomenat Gyaasehene. Persones d'Aràbia, Sudan i Europa s'empraven en l'administració pública, totes designades per l'ashantehene. A la capital i en altres ciutats s'utilitzava l'ankobia o policia especial com a guardaespatlles de l'ashantehene, com a font d'intel·ligència i per suprimir rebel·lions. La comunicació dins l'imperi es va mantenir per una xarxa de carreteres ben conservades des de la costa fins al Níger mitjà i que les lligaven a altres ciutats comercials.
Durant la major part del segle xix l'Imperi aixanti es va mantenir poderós. Va ser destruït més tard al 1900 pel superior armament i organització britànics després dels quatre guerres angloaixanti.

##### Dahomey

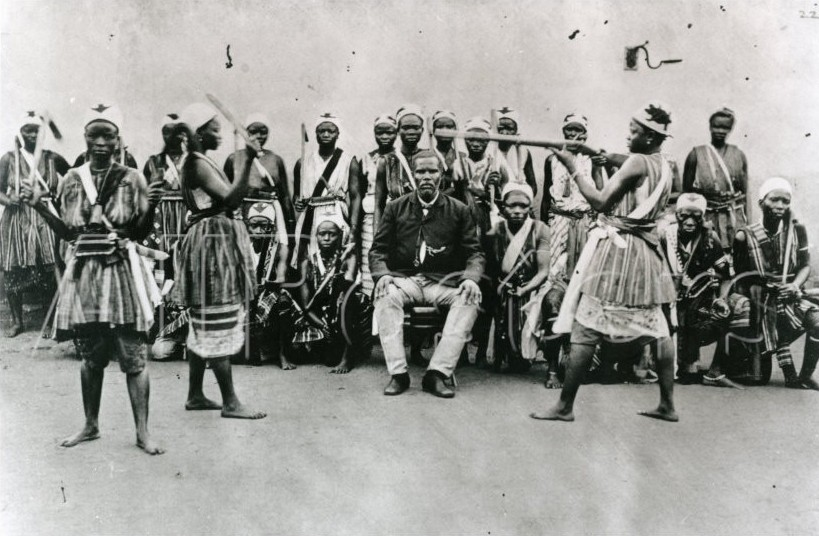
Amazones de Dahomei, una unitat de combat exclusivament femenina

Dahomey va ser fundat al segle xvii quan els aja del Regne d'Allada es van moure cap al nord i s'establiren entre els fons. Van començar a afirmar el seu poder uns anys més tard. D'aquesta manera s'establí el Regne de Dahomey, amb capital a Agbome. El rei Houegbadja (c. 1645-1685) va organitzar Dahomey en un poderós estat centralitzat. Declarà que totes les terres havien de ser propietat del rei i subjectes a impostos. Es va establir la primogenitura a la reialesa, neutralitzant totes les reclamacions dels caps de llogaret. S'instituí un "culte a la reialesa". Un esclau captiu era sacrificat anualment en honor dels avantpassats reials. Durant la dècada de 1720 foren annexats els estats comerciants d'esclaus de Whydah i Allada, i donà a Dahomey accés directe a la costa dels esclaus i al comerç amb els europeus. El rei Agadja (1708–1740) intentà posar fi a la tracta d'esclaus, mantenint els esclaus en les plantacions productores d'oli de palma, però els guanys europeus pels esclaus i la dependència de Dahomey de les armes de foc eren massa grans. El 1730, sota el rei Agaja, Dahomey va ser conquistat per l'Imperi d'Oyo, i Dahomey va haver de pagar tribut. Els impostos sobre els esclaus eren pagats en la seva majoria amb petxines. Durant el segle xix, l'oli de palma en fou el principal producte comercial. França conquerí Dahomey durant la Segona Guerra del Dahomey (1892–1894) i hi va establir un govern colonial. La major part de les tropes que van lluitar contra Dahomey eren nadius africans.

##### Ioruba

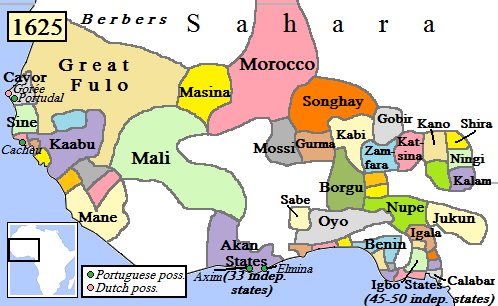
Imperi d'Oyo i estats dels voltants, c. 1625

Tradicionalment els iorubes es veuen a si mateixos com els habitants d'un imperi unit, en contrast amb la situació actual, en què "ioruba" és la designació lingüisticocultural per als parlants d'una llengua de la família de les llengües nigerocongoleses. El nom prové d'una paraula haussa per referir-se a l'imperi d'Oyo. El primer estat ioruba fou Ile-Ife, que es diu que va ser fundat al voltant de l'any 1000 per una figura sobrenatural, el primer oni Oduduwa. Els fills d'Oduduwa serien els fundadors de les diferents ciutats estat dels iorubes, i les seves filles es convertirien en les mares dels diferents Oba, o reis iorubes. Generalment les ciutats estat ioruba eren governades per un oba i un iwarefa, un consell de caps que assessorava l'oba. Al segle xviii, les ciutats estat iorubes van formar una confederació, amb l’oni d'Ife com a cap i Ife com a capital. Amb el pas del temps, les ciutats estat individuals es van fer més poderoses amb el seu oba assumint posicions espirituals més potents i diluint l'autoritat de l’oni d'Ife. La rivalitat es va fer intensa entre les ciutats estat.
L'Imperi Oyo va sorgir al segle XVI: havia estat conquerit el 1550 pel Regne Nupe, que tenia cavalleria, un important avantatge tàctic. L'alafin (rei) d'Oyo fou enviat a l'exili. Després de tornar, l’alafin Orompoto (c. 1560-1580) va construir un exèrcit basat en les tropes de cavalleria fortament armada i amb servei militar llarg. Això el feu invencible en combat a les prades del nord i als boscos forestals. A finals del segle xvi Oyo havia incorporat la zona occidental del Níger als turons del Togo, el Regne ioruba de Ketu, Dahomey i la nació Fon.
Un consell de govern servia l'imperi amb divisions executives clares. A cada zona adquirida se li va assignar un administrador local. Oyo, com a Regne ioruba del nord, serví com a mitjà en el comerç nord-sud i connectà el bosc oriental de Guinea amb el Sudan oriental i central, el Sàhara i el nord d'Àfrica. Els iorubes fabricaven teles, articles de ferreteria i ceràmica, que s'intercanviaven per sal, cuir, i sobretot cavalls de Sudan per mantenir la cavalleria. Oyo fou fort durant dos-cents anys. Es va convertir en un protectorat de la Gran Bretanya el 1888, abans de fragmentar-se encara més en faccions enfrontades. L'estat d'Oyo va deixar d'existir al 1896.

##### Benín
Els edo parlen una de les llengües kwa de la família nigerocongolesa. Cap a la meitat del segle xv el Regne de Benín es dedicava a la política d'expansió i consolidació. Sota l'oba (rei) Ewuare (c. 1450-1480), l'estat s'organitzà per a la conquesta. Se'n va consolidar l'autoritat central i començà 30 anys de guerra amb els seus veïns. A la seva mort, l'Imperi de Benín s'estenia a Dahomey a l'oest, fins al delta del Níger, a l'est, al llarg de la costa d'Àfrica occidental, i pels pobles ioruba al nord.
El net d'Ewuare, l'oba Esigie (1504–1550) va erosionar el poder de l'uzama (consell d'estat) i augmentà el contacte i el comerç amb els europeus, especialment amb els portuguesos, que els van assortir amb una nova font de coure per a l'art de la cort.
L' oba governava amb l'assessorament de l'uzama, un consell format pels caps de les famílies poderoses i dels diferents gremis de la ciutat. Més tard, la seva autoritat es va veure disminuïda per la creació de dignataris administratius. Les dones exercien el poder. La reina mare que engendrava el futur oba va exercir una influència immensa.
Benín mai fou un important exportador d'esclaus, com mostra el llibre d'Alan Ryder Benin and the Europeans. A principis de la dècada de 1700 es va destruir per disputes dinàstiques i la guerra civil. No obstant això, va recuperar gran part del seu antic poder en els regnats de l'oba Eresoyen i l'oba Akengbuda. Després del segle xvi Benín exportava principalment pebre, ivori, goma i tela de cotó per als holandesos i portuguesos que revenien a altres societats africanes de la costa. El 1897, els britànics saquejaren la ciutat.

##### El delta del Níger i els igbo
El delta del Níger comprenia nombroses ciutats estat amb moltes formes de govern. Aquestes ciutats estat estaven protegides pels cursos d'aigua i l'espessa vegetació del delta. La zona fou transformada pel comerç al segle xvii. Les ciutats estat del delta eren comparables a les dels suahilis d'Àfrica Oriental. Alguns regnes com Bonny, Kalabari i Warri, tenien reis. D'altres, com Brass, eren repúbliques amb petits senats, i els de Cross River i Vell Calabar els governaven els comerciants de la societat ekpe. La societat ekpe regulava el comerç i establia normes per als membres, conegudes com a sistemes de casa. Algunes d'aquestes cases, com el pepples de Bonny, eren ben conegudes a Amèrica i Europa.
Els igbos vivien principalment a l'est del delta (però amb l'Anioma a l'oest del riu Níger). El Regne de Nri es crea al segle IX sota el lideratge de l'eze Nri. Era una entitat política composta per viles, i cada vila era independent amb el seu propi territori i nom, i cadascuna reconeguda pels seus veïns. Les viles eren democràtiques amb tota la població i de vegades les dones prenien part en les decisions. Les tombes d'Igbo-Ukwu (800 aC) contenien artefactes de bronze de fabricació local i perles de vidre d'Egipte o l'Índia, indicadors de comerç extraregional.
La Confederació Aro era una unió política orquestrada per un subgrup dels igbos, els aros, centrada en el Regne Arochukwu en l'actual sud-est de Nigèria. Va ser fundada a finals del segle xvi, i la seva influència i presència estava a l'altre costat oriental de Nigèria en parts del delta del Níger i al sud d'Igala durant els segles xviii i xix.

### Tràfic d'esclaus
Després del col·lapse de l'Imperi Songhai van sorgir una sèrie d'estats més petits arreu d'Àfrica occidental, incloent-hi l'Imperi bambara de Ségou, el menor Regne bambara de Kaarta, el fulbe-malinke de Khasso (a l'actual regió de Kayes de Mali), i el Regne de Kenedugu de Sikasso.

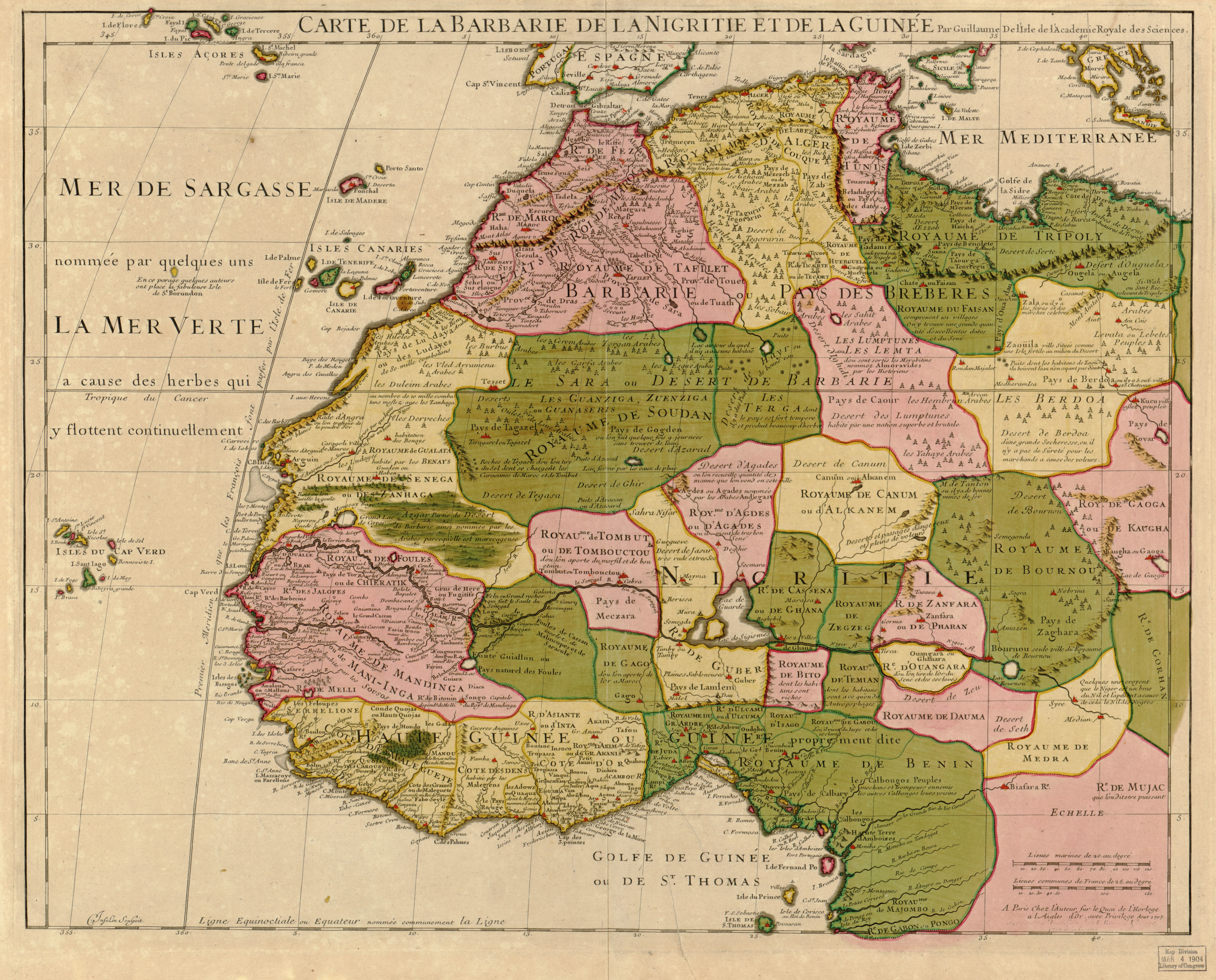
Mapa d'Àfrica occidental de 1707, per Guillaume Delisle

Els comerciants europeus esdevingueren una força a la zona per primer cop en el segle xv, amb l'establiment el 1445 d'un lloc comercial portuguès a l'illa d'Arguin, davant la costa de l'actual Senegal; per 1475 els comerciants portuguesos havien arribat al golf de Benín. El comerç atlàntic d'esclaus comença gairebé immediatament després basat en la capacitat de tràfic gairebé establert en el món islàmic, els portuguesos prenien centenars de captius quan tornaven al seu país per ser utilitzats com a esclaus; tanmateix, no començaria a gran escala fins després de l'arribada de Cristòfor Colom a Amèrica i la posterior demanda de mà d'obra barata colonial. El 1510 la corona espanyola legalitza el comerç d'esclaus africans, seguida de la corona anglesa el 1562. El 1650 el comerç d'esclaus era en tota la seva força en diversos llocs al llarg de la costa d'Àfrica occidental, i en els propers segles provocaria una severa reducció del creixement de la població i l'economia de la zona. L'expansió del comerç atlàntic d'esclaus produí poblacions significatives d'africans occidentals que vivien al Nou món, recentment colonitzat pels europeus. Les restes més antigues conegudes dels esclaus africans a Amèrica es van trobar a Mèxic a principis de 2006; es creu que daten de finals del segle xvi i meitat del segle xvii.
A mesura que augmentava la demanda d'esclaus, alguns governants africans van tractar d'abastir la demanda per la guerra constant contra els seus veïns, cosa que provocava captius. Alguns estats com Dahomey (a l'actual Benín) i l'Imperi bambara basaren gran part de la seva economia en l'intercanvi d'esclaus per productes europeus, en particular armes de foc que després feien servir per a capturar més esclaus. Els governs europeus i estatunidencs van aprovar una llei que prohibia el comerç atlàntic d'esclaus al segle xix, tot i que l'esclavitud a Amèrica va persistir en certa manera durant el segle xix; l'últim país a abolir la institució va ser Brasil el 1888. Els descendents d'africans occidentals constitueixen segments grans i importants de la població al Brasil, al Carib, als Estats Units i en tot el Nou món.
Els afroamericans d'algunes de les principals ciutats dels Estats Units van participar en un estudi d'investigació genètica, i van arribar a la conclusió que el seu ancestre comú s'originà més prominentment a l'Àfrica occidental, cosa que és consistent amb estudis genètics anteriors i la història del comerç d'esclaus.

### Període colonial

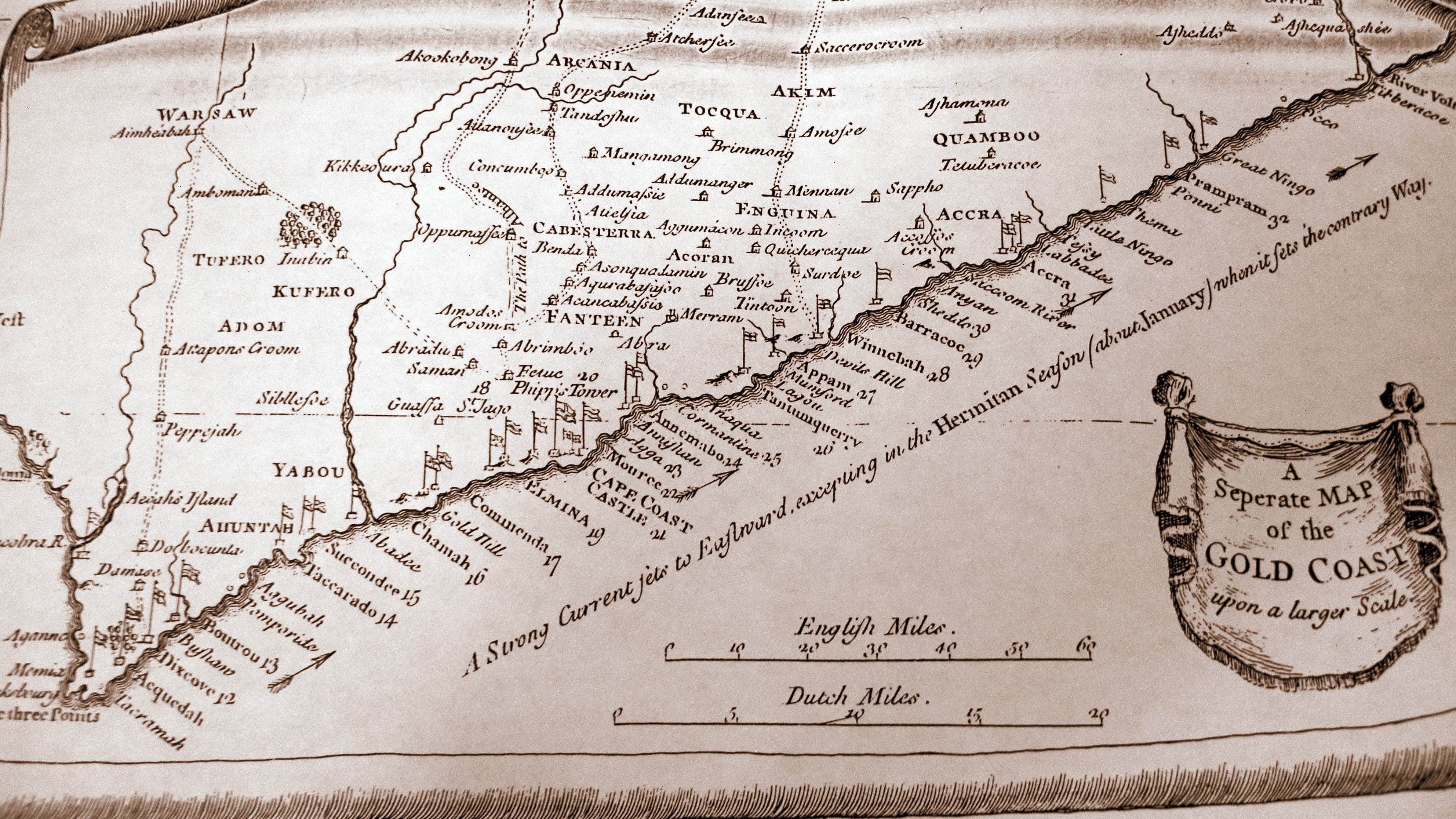
Mapa de 1774 per Malachi Postlethwait

El 1725 els pastors fulbe de Fouta-Djalon van posar en marxa la primera gran gihad reformista de la regió: enderrocaren les elits locals mandeparlants animistes i intentaren democratitzar una mica la seva societat. Un moviment semblant es va produir en una escala molt més àmplia a les ciutats estat hausses de Nigèria sota Osman Dan Fodio, un imam influenciat pels ensenyaments de Sidi Ahmed al-Tidjani. Predicà contra les elits islàmiques de l'aleshores dominant germandat Qadiriyyah, i guanyà una àmplia base de suport entre la gent comuna. L'Imperi fulani d'Uthman va ser aviat un dels estats més grans de la zona, i va inspirar les gihads posteriors del fundador de l'Imperi macina Seku Amadu a l'actual Mali, i el conqueridor tukulor El Hadj Umar Tall.
Alhora, els europeus van començar a viatjar a l'interior d'Àfrica per al comerç i l'exploració. Mungo Park (1771-1806) feu la primera expedició important a l'interior de la zona, seguint el riu Níger fins a Timbuctu. Els exèrcits francesos el van seguir poc després. El 1774 es va observar que les extenses costes i profunds rius d'Àfrica no s'havien utilitzat per a la "correspondència o el comerç", sinó que els mapes antics mostren clarament la "costa de la goma", "costa del gra","costa de l'ivori ", i "costa de l'or". Malachy Postlethwayt va escriure: "És trist observar que un país que té prop de deu mil milles de costa marítima, i rius grans, nobles i profunds, no té navegació; rierols que penetren al centre del país, però sense cap benefici per a ell, innombrables persones sense el coneixement de les altres, correspondència, o comerç."

### Repartiment d'Àfrica

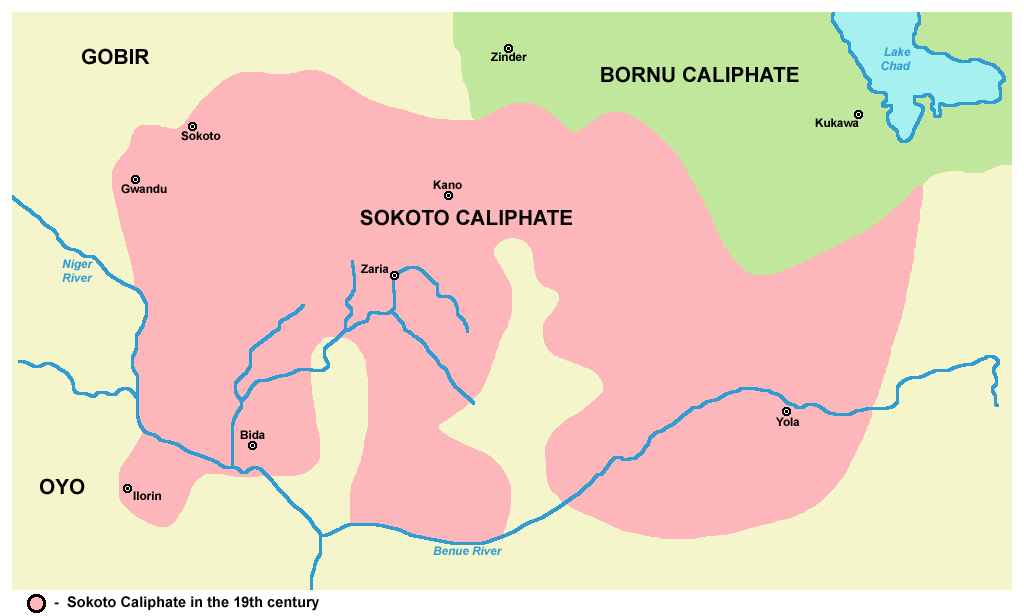
Califat de Sokoto,

Amb el repartiment d'Àfrica en la dècada de 1880 els europeus van començar a colonitzar l'interior d'Àfrica occidental, de la qual prèviament n'havien controlat els majors ports comercials al llarg de les costes i rius. El recentment fundat Imperi Wassoulou de Samori Turé fou l'últim a caure, i amb la seva captura el 1898 va acabar la resistència militar efectiva al règim colonial francès.

### Àfrica occidental postcolonial
Després de la Segona Guerra mundial van créixer les campanyes per la independència en tota Àfrica occidental, sobretot a Ghana sota el panafricanista Kwame Nkrumah (1909-1972). Després d'una dècada de protestes, disturbis i enfrontaments, l'Àfrica occidental Francesa votà a favor de l'autonomia en el referèndum de 1958, i es dividí en els estats actuals; la major part de les colònies britàniques van obtenir l'autonomia en la dècada següent. Ghana esdevingué el primer estat de l'Àfrica subsahariana a aconseguir la independència el 1957, seguit de Guinea sota la direcció de Sekou Touré l'any següent. De les 17 nacions que van independitzar-se el 1960, l'Any d'Àfrica, nou n'eren d'Àfrica occidental. Molts dels pares fundadors de les nacions de l'Àfrica occidental, com Nkrumah, Touré, Senghor, Modibo Keïta, Sylvanus Olympio, Félix Houphouët-Boigny, Siaka Stevens i Abubakar Tafawa Balewa, consolidaren el seu poder durant el període postindependència de 1960, erosionant gradualment les institucions democràtiques i la societat civil. El 1973 Guinea Bissau va proclamar la seva independència de Portugal, i fou reconeguda internacionalment l'any 1974 després de la Revolució dels clavells de Portugal.
La història política de l'Àfrica occidental s'ha caracteritzat pel socialisme africà. Senghor, Nkrumah i Touré van abraçar la idea del socialisme africà, mentre que Houphouët-Boigny i el liberià William Tubman en foren suspectes. 1983 va veure l'arribada al poder a Burkina Faso del socialista Thomas Sankara, sovint considerat el "Che Guevara africà".
Des de la independència, l'Àfrica occidental ha patit els mateixos problemes que la major part del continent africà, en particular les dictadures, corrupció política i cops militars. Per exemple, en el moment de la seva mort el 2005 Etienne Eyadéma de Togo va ser un dels dictadors de més llarga durada del món. Els conflictes entre estats han estat pocs i amb poc vessament de sang, i n'és una rara excepció la guerra de la franja d'Agacher entre Mali i Burkina Faso.

### Guerres civils postcolonials
La regió d'Àfrica occidental ha vist una sèrie de guerres civils en el seu passat recent que inclouen la Guerra Civil de Nigèria (1967-1970), dues guerres civils a Libèria el 1989 i 1999, una dècada de lluita a Sierra Leone, de 1991 a 2002, la Guerra Civil de Guinea Bissau de 1998-1999 i un conflicte a Costa d'Ivori que comença el 2002 i finalitza el 2007, i un segon conflicte al 2010-11.

#### Guerra Civil nigeriana (1967–1970)
Després d'obtenir la independència total de l'Imperi Britànic el 1963, Nigèria va establir la primera república, que estava fortament influenciada per la democràcia britànica i es basava en la regla de majoria. La primera república va caure després d'un cop d'estat dirigit per rebels nigerians del sud el 15 gener 1966.
La caiguda de la primera república deixà enrere la divisió política aparent entre el nord i el sud Nigèria. Això va portar al governador militar del sud-est de Nigèria, el coronel Odumegwu Ojukwu, a considerar que, a causa de les massacres del nord i el frau electoral, el sud-est de Nigèria hauria de ser un estat independent. L'estat independent es va conèixer com la República de Biafra.
El nord de Nigèria s'oposà a la pretensió de la secessió del sud. El govern de Nigèria demanà una acció policial a la zona. Les forces armades de Nigèria ocupar i es feren càrrec de la República de Biafra. Les forces nigerianes van conquerir Biafra en una sèrie de fases: la captura de Nsukka, la d'Ogoja, la d'Abakaliki, i la d'Enugu. Totes les fases i campanyes perpetrats van tenir èxit a causa l'avantatge militar de Nigèria. Pel 1970 el general biafreny Chukwuemeka Odumegwu va fugir a la veïna Costa d'Ivori. Després de la fugida, Biafra, sense cap altra opció, es va rendir a causa de la manca de recursos i de lideratge i s'uní ràpidament amb el nord de Nigèria el 15 de gener de 1970. Es calcula que en el conflicte va morir un milió de persones.

#### Guerra Civil de Sierra Leone (1991-2002)
La guerra civil començà el 23 de març de 1991 com a resultat d'un intent de derrocament de l'administració del president Joseph Saidu Momoh. Els rebels van marxar sota el lideratge del Front Revolucionari Unit (RUF) de Foday Sankoh, un antic cap de l'exèrcit. El govern de Sierra Leone passà a l'acció i aviat hi envià l'exèrcit de Sierra Leone (SLA) per controlar la situació i recuperar el territori ocupat pel RUF.
El 1992 el president Joseph Momoh va ser enderrocat per un cop militar reeixit del capità Valentine Strasser, que aviat va establir eleccions democràtiques multipartidistes a la zona.
El 18 de gener de 2002, la guerra civil va acabar oficialment per a l'expresident Kabbah. Durant el conflicte d'11 anys, aproximadament 50.000 habitants de Sierra Leone hi van morir i 2.000.000 foren desplaçats.

#### Guerra Civil de Guinea-Bissau (1998–1999)
Abans que comencés la guerra civil va tenir lloc un intent de cop d'estat dirigit pel general de brigada Ansumane Mané. Mané liderà el cop, va culpar la presidència de João Bernardo Vieira de la pobresa i la corrupció de Guinea Bissau. El president Vieira controlava les forces armades i aviat destituí Mané del càrrec de general de brigada. Va ser acomiadat sota l'acusació de subministrament als rebels de Casamance.
El 7 de juny de 1998 es va fer un segon cop d'estat que fracassà una vegada més. Poc després, els rebels van rebre ajuda dels estats veïns de Senegal i Guinea.
El conflicte provocà una guerra civil. Molts soldats de les Forces Armades de Guinea Bissau s'uniren als rebels. Això va ser, en part, pel fet que els soldats eren pagats pel govern. Els rebels van continuar lluitant des de 1998 fins a 1999. El president Vieira fou expulsat el 7 de maig de 1999. Pel 10 de maig de 1999, la guerra acabà quan el president Vieira signà la rendició incondicional en una ambaixada portuguesa.
Aproximadament 655 persones van morir com a resultat del conflicte.

#### Primera Guerra Civil de Costa d'Ivori (2002-2007)
A la dècada de 2000 Costa d'Ivori va experimentar una rescissió econòmica. La rescissió començà a conseqüència de la davallada de la bonança econòmica anterior en el conjunt de l'economia. Això va portar la divisió política del nord, predominantment musulmà, del sud, predominantment cristià.
El sud de Costa d'Ivori controlava el govern. Però el nord estava sota el poder del moviment rebel. La guerra civil entre els dos van començar oficialment el 19 de setembre de 2002, quan els rebels van llançar una sèrie d'atacs al sud amb el principal objectiu de la ciutat d'Abidjan. El rebels del nord van tenir èxit en els atacs. Com a resultat del caos, el president Robert Guéï fou mort en les rebel·lions.
El sud va contraatacar amb accions militars. L'estat francès va donar suport al sud i va enviar 2.500 soldats a la zona; va cridar a una acció de les Nacions Unides. L'acció francesa es va fer sota el nom d'Operació Unicorn.
El 2004 van cessar la majoria dels combats a la regió. El 4 de març de 2007 acaba oficialment la guerra civil amb la signatura d'un tractat de pau.

## Salut

### Medicina
La medicina tradicional africana és una disciplina holística que implica l'l'ús d'herbes indígenes i l'espiritualitat africana. Els professionals afirmen ser capaços de guarir diverses malalties. La ciència moderna havia considerat en el passat els mètodes dels coneixements tradicionals com primitius i endarrerits. Sota el domini colonial, els endevins guaridors tradicionals foren prohibits perquè eren considerats per moltes nacions com practicants de bruixeria, i crearen una guerra contra la bruixeria i la màgia. Durant aquest temps, també es van fer intents de controlar la venda de medicaments a base d'herbes medicinals. Quan el colonialisme i el cristianisme s'estengueren arreu d'Àfrica, els colonitzadors van construir hospitals generals i els missioners cristians en construïren de privats, amb l'esperança d'avançar contra malalties generalitzades. Poc es va fer per investigar la legitimitat d'aquestes pràctiques, puix que molts estrangers creien que les pràctiques mèdiques nadiues eren paganes i supersticioses i només podrien guarir-se convenientment amb els mètodes occidentals. En temps de conflicte, l'oposició ha estat particularment vehement per evitar crides al reialme sobrenatural. En conseqüència, els metges i professionals de la salut han estat, en la majoria de casos, desacreditant els metges tradicionals malgrat la seva contribució a la satisfacció de les necessitats bàsiques de salut de la població. En els últims anys, els tractaments i remeis utilitzats en la medicina tradicional africana han guanyat més estima per part dels investigadors en la ciència occidental. Els països en desenvolupament han començat a adonar-se dels elevats costos del sistema d'assistència sanitària modern i les tecnologies que s'hi requereixen, cosa que en demostra la dependència d'Àfrica. A causa d'això, l'interès ha estat recentment expressat en la integració de la medicina tradicional africana en els sistemes nacionals d'atenció de salut del continent.

### Malaltia
Les malalties han estat un obstacle per al desenvolupament humà a l'Àfrica occidental al llarg de la història. El medi ambient, especialment les selves tropicals, permet que molts organismes unicel·lulars, paràsits i bacteris puguin créixer-hi i prosperar. Abans del tràfic d'esclaus, els africans occidentals s'esforçaven per mantenir l'equilibri ecològic, el control de la vegetació i la cacera, i minimitzaven així la prevalença de les malalties locals. L'augment de la quantitat i de la intensitat de les guerres a causa de la tracta d'esclaus significava que l'equilibri ecològic no podia sostenir-se. Les malalties endèmiques esdevingueren epidèmies a gran escala. Hi ha mutacions genètiques desenvolupades que proporcionaven una major resistència a les malalties, com l'anèmia de cèl·lules falciformes, evident en els agricultors forestals kwa de c. 700, que proporcionava certa protecció contra la malària.

#### VIH-SIDA
En la dècada de 1990 la SIDA es van convertir en un problema important a la regió, particularment a Costa d'Ivori, Libèria i Nigèria. L'aparició de l'epidèmia del VIH comença el 1985 amb casos reportats a Benín, Nigèria, i en estats del voltant, com a Costa d'Ivori, en els anys següents.
La SIDA d'antuvi fou considerada una malaltia d'homosexuals i drogoaddictes, però a l'Àfrica s'escampà entre la població general. Com a resultat, els que participaven en la lluita contra el VIH començaren a emfasitzar aspectes com la transmissió de la prevenció de mare a fill, o la relació entre el VIH i la pobresa, la desigualtat dels sexes, i així successivament, en lloc de posar l'accent en la necessitat de prevenir la transmissió per pràctiques sexuals sense protecció o la injecció de drogues. Aquest canvi d'èmfasi es traduí en un major finançament, però no fou efectiu en la prevenció d'un augment dràstic de la prevalença del VIH. La resposta mundial al VIH i la SIDA ha millorat considerablement en els últims anys. Els fons provenen de moltes fonts, els més gran en són el Fons Mundial de Lluita contra la Sida, la tuberculosi i la malària i el President's Emergency Plan for AIDS Relief.
Pel 2011 la prevalença del VIH a l'Àfrica occidental és més baixa a Senegal i més alta a Nigèria, que té el segon major nombre de persones que viuen amb el VIH a l'Àfrica després de Sud-àfrica. A Nigèria la taxa d'infecció en relació amb tota la població, però, és molt més baixa (3,7%) en comparació amb la de Sud-àfrica (17,3%).

#### Epidèmia del virus Ebola

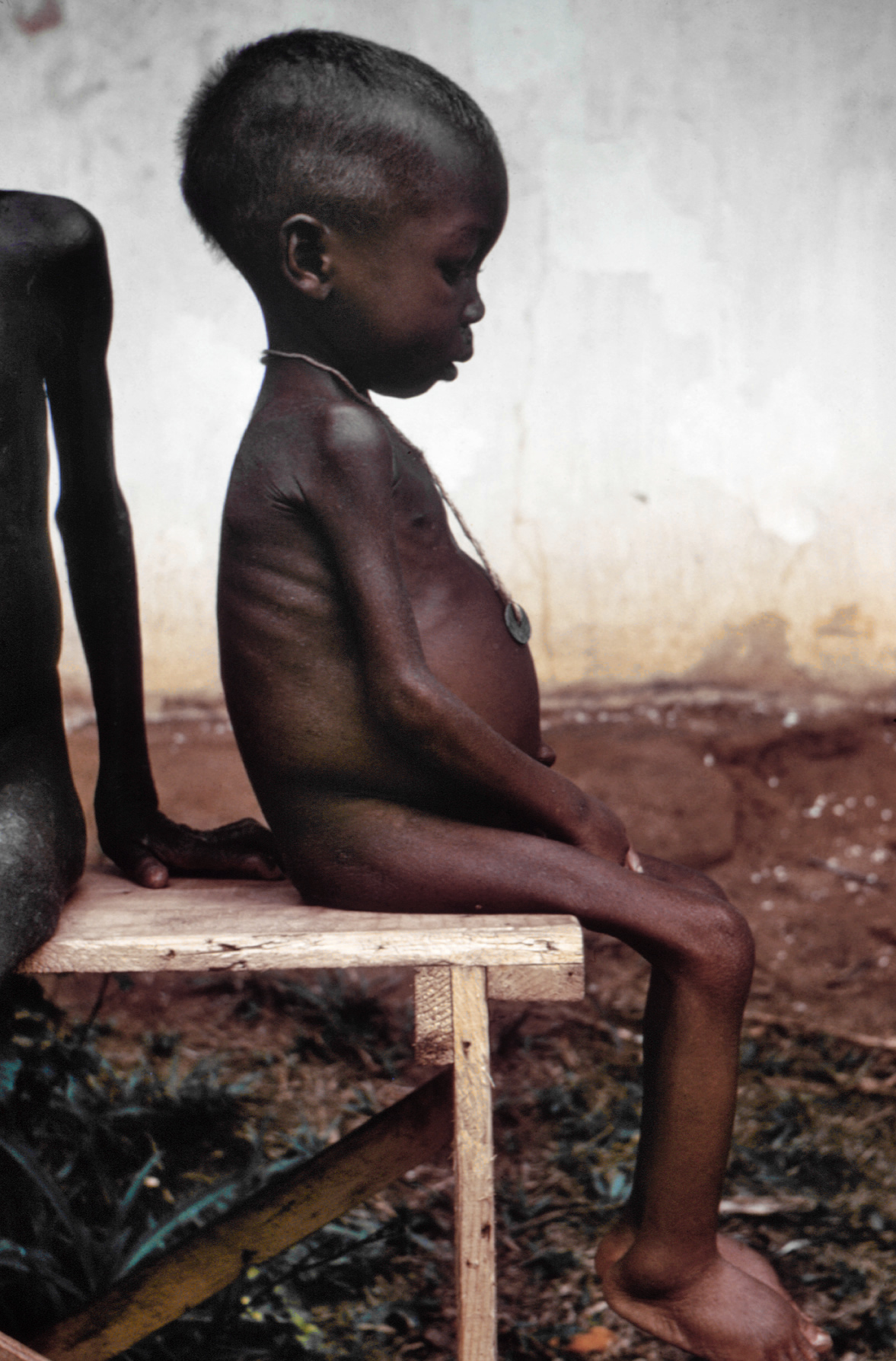
Nena durant la Guerra Civil nigeriana a finals de la dècada 1960. Imatges de la fam causada pel bloqueig de Nigèria provocaren simpatia per la causa biafrenya arreu del món

La malaltia del virus de l'Ebola, identificada per primera vegada el 1976, es presenta generalment en brots a les zones tropicals d'Àfrica subsahariana, incloent-hi Àfrica occidental. De 1976 a 2013 l'Organització Mundial de la Salut va informar de 1.716 casos confirmats. El brot més gran fins a la data és el brot d'Ebola a l'Àfrica de l'oest de 2014, que ha afectat Guinea, Sierra Leone, Libèria i Nigèria. El brot epidèmic va començar a Guinea el desembre de 2013, però no fou detectat fins a març de 2014, després d'això s'estengué a Libèria, Sierra Leone i Nigèria. El brot és causat pel Zaire ebolavirus, conegut simplement com a virus d'Ebola (EBOV). És el més greu brot d'Ebola en termes de nombre de casos humans i morts des del descobriment del virus el 1976.
El 16 d'agost de 2014 l'Organització Mundial de la Salut informà d'un total de 2.240 casos sospitosos i 1.229 morts (1.383 casos i 760 morts confirmats en el laboratori). El 8 d'agost es designà formalment el brot com emergència de salut pública d'importància internacional. Aquesta és una designació legal que només s'ha usat dues vegades abans (per la pandèmia de grip per A (H1N1) de 2009 i el ressorgiment de la poliomielitis de 2014) i invoca la presa de mesures legals sobre prevenció de malalties, vigilància, control i resposta, pels 194 estats signants.
Diverses agències d'ajuda i organismes internacionals, com la Comunitat Econòmica dels Estats de l'Àfrica Occidental (CEDEAO), Centres per al Control i Prevenció de Malalties dels Estats Units (CDC) i la Comissió Europea han donat fons i han mobilitzat personal per ajudar a contrarestar-ne el brot; algunes organitzacions benèfiques com Metges Sense Fronteres, la Creu Roja, i Samaritan's Purse també treballen a l'àrea.

### Fam
La fam ha estat un problema ocasional, però greu, a l'Àfrica occidental. El 1680, la fam s'estenia per tot el Sahel, i el 1738 la meitat de la població de Timbuctu va morir de fam. Alguns esforços colonials de "pacificació" sovint causaren epidèmies de fam. La introducció de cultius comercials com el cotó, i les mesures de força per impulsar els agricultors a conrear aquests cultius, de vegades empobriren la pagesia en moltes àrees, com ara el nord de Nigèria, cosa que contribuí a una major vulnerabilitat a la fam quan la sequera severa va colpejar-hi el 1913.
El 1967-1969 es va produir una epidèmia de fam a gran escala a Biafra i Nigèria a causa del bloqueig del govern per l'escissió del territori. S'estima que 1,5 milions de persones van morir a causa d'aquesta fam. A més, la sequera i la interferència del govern en el subministrament d'aliments van causar la mort de 500.000 africans a l'Àfrica central i Occidental. La fam es va repetir en els anys 1970 i 1980, quan l'oest del Sahel va patir sequera. La fam del Sahel es va associar a la crisi de creixement lent del pasturatge a l'Àfrica, que ha vist la disminució del pasturatge de ramat com a forma viable de vida en les últimes dues generacions.
Des del començament del segle XXI l'alerta primerenca més efectiva i les accions de resposta humanitària han reduït notablement el nombre de morts per fam. Dit això, molts estats africans no són autosuficients en la producció d'aliments; basen els seus ingressos en conreus comercials per importar aliments. L'agricultura a l'Àfrica és susceptible a les fluctuacions climàtiques, especialment a les sequeres que poden reduir la quantitat d'aliments produïts localment. Altres problemes agrícoles són la infertilitat del sòl, la degradació de la terra i l'erosió, els eixams de llagostes del desert que poden destruir collites senceres, i les malalties del bestiar. El Sàhara s'estén fins a 30 milles cada any. Les fams més greus han estat causades per una combinació de sequera, polítiques econòmiques equivocades i conflictes.
Les fams més recents a l'Àfrica són la crisi alimentària del Níger del 2005-6, la fam del Sahel del 2010, i la sequera del Sahel del 2012, que va posar més de 10 milions de persones a l'oest del Sahel en risc de fam, segons el Fons Metodista d'Ajuda i Desenvolupament (MRDF), a causa d'una onada de calor d'un mes de durada.